# Homounió

Una unió PN d'homounció. La banda a la interfície és contínua. En el mode de polarització cap endavant, l'amplada d'esgotament disminueix. Les dues unions p i n es dopen a un nivell de dopatge 1e15/cm3, donant lloc a un potencial integrat de ~ 0,59 V. Cal observar els diferents nivells de Quasi Fermi per a la banda de conducció i la banda de valència a les regions n i p (corbes vermelles).

Una homounió és una interfície semiconductora que es produeix entre capes de material semiconductor similar, aquests materials tenen intervals de banda iguals però normalment tenen un dopatge diferent. En la majoria dels casos pràctics, una homounció es produeix a la interfície entre un semiconductor de tipus n (dopat amb donant) i tipus p (dopat amb acceptor), com el silici, això s'anomena unió p–n.
Aquesta no és una condició necessària, ja que l'únic requisit és que es trobi el mateix semiconductor (la mateixa banda buida) a ambdós costats de la unió, en contrast amb una heterounió. Una unió de tipus n a tipus n, per exemple, es consideraria una homounió encara que els nivells de dopatge siguin diferents.
El diferent nivell de dopatge provocarà una flexió de la banda i es formarà una regió d'esgotament a la interfície, tal com es mostra a la figura de la dreta.